# Mike Mareen
Mike Mareen es el nombre artístico de Uwe-Michael Wischhoff (Alemania Occidental, 9 de noviembre de 1949), un músico y cantante alemán.
Creció en Lüneburg y es conocido como un éxito de los ochenta debido a ser un cantante alemán que mayormente cantaba canciones en inglés. Mareen más tarde se convirtió en un marino mercante, un trabajo que finalmente lo llevó a la ciudad de Nueva York donde tocó con varios grupos musicales estadounidenses.

## Discografía

### Álbumes
- 1979 - Mike Mareen 70's
- 1985 - Dance Control
- 1986 - Love Spy
- 1987 - Let's Start Now
- 1988 - Synthesizer Control
- 2000 - TV Talk 2000
- 2004 - Darkness & Light

### Sencillos
- 1974: Für dich fang ich heut’ ein neues Leben an
- 1975: Wo bist du gestern gewesen?
- 1976: Mama Leone
- 1976: England, England
- 1977: Sunshine of Your Smile
- 1977: Hey, Galaxy Man
- 1979: Here Comes the Music
- 1983: Cecilia
- 1984: Dancing in the Dark
- 1985: Here I Am (Megatrain-Mix)
- 1985: Double Trouble
- 1986: Love-Spy
- 1986: Agent of Liberty
- 1987: Don't Talk to the Snake
- 1987: Powerplay / Cecilia
- 1988: Stand Up
- 1988: Lady Ecstasy
- 1989: Right into My Heart
- 1993: Love Spy / Back to Spy (als Mareen)
- 1999: TV Talk 2000
- 2003: Love Spy Reloaded 2004 (vs. Da-Freaks)